# Christian Borromeo
Pour les articles homonymes, voir Borromeo.
Christian Borromeo, né le 17 novembre 1957 en Italie, est un acteur de cinéma et de télévision italien.

## Biographie
Christian Borromeo a fait ses débuts au cinéma dans le rôle de Stefano dans Lezioni di violoncello con toccata e fuga (it) de Davide Montemurri (it), une comédie érotique italienne sur les leçons d'amour d'un jeune homme (Borromeo). Dans le film érotique incestueux de Mario Imperoli Quella strana voglia d'amare (it), Borromeo a joué le rôle principal masculin du frère. Dans Mœurs cachées de la bourgeoisie (1978), un drame de la jalousie entre la mère (Senta Berger) et la fille (Ornella Muti), il joue le rôle de Renato. Dans son film suivant, la comédie érotique Pension pour jeune fille (it) (1980), il est Germano, le héros au pénis surdimensionné. En tant que fils de Philippe Leroy dans Tranquille donne di campagna (it) (1981), il joue dans un drame à l'époque du fascisme et endosse pour la première fois un rôle principal dans un film d'épouvante. Dans La Maison au fond du parc de Ruggero Deodato, il incarne le jeune Tom qui venge la mort de sa sœur et finit par faire tomber le meurtrier (David Hess). Borromeo s'est progressivement détaché de son image d'acteur de films érotiques et a plus joué dans des gialli tels que Ténèbres de Dario Argento et Murder Rock de Lucio Fulci. En 1986, il est revenu au film érotique avec Senza vergogna (it). 
En dehors du cinéma de genre, Christian Borromeo a joué le fils de Jean-Pierre Cassel dans Ehrengard, le rôle secondaire de Christian dans Intervista de Federico Fellini, ainsi que le rôle secondaire de Dirk dans le quadruple épisode télévisé Ma fille, mes femmes et moi. Dans les années 1990, il a tenu des rôles principaux dans les films Ventottesimo minuto (1991, avec Corinne Cléry) et Inquietudine (1997, avec Malisa Longo), mais depuis, il s'est fait discret.

## Filmographie

### Acteur de cinéma
- 1976 : Lezioni di violoncello con toccata e fuga (it) de Davide Montemurri (it)
- 1977 : Quella strana voglia d'amare (it) de Mario Imperoli
- 1977 : Mœurs cachées de la bourgeoisie (Ritratto di borghesia in nero) de Tonino Cervi
- 1979 : Pension pour jeune fille (it) (Pensione amore servizio completo) de Luigi Russo
- 1979 : Il porno shop della settima strada (it) de Joe D'Amato
- 1980 : Tranquille donne di campagna (it) de Claudio Giorgi (it)
- 1980 : La Maison au fond du parc (La casa sperduta nel parco) de Ruggero Deodato
- 1980 : Estigma de José Ramón Larraz
- 1982 : Ténèbres (Tenebre) de Dario Argento
- 1982 : Caligula, la véritable histoire (Caligola : La storia mai raccontata) de Joe D'Amato
- 1982 : Ehrengard d'Emidio Greco
- 1984 : Murder Rock (Murderock - Uccide a passo di danza) de Lucio Fulci
- 1986 : Senza vergogna (it) de Gianni Siragusa (it)
- 1987 : Intervista de Federico Fellini
- 1991 : Ventottesimo minuto de Paolo Frajoli

### Acteur de télévision
- 1984 : Ma fille, mes femmes et moi (Voglia di volare) de Pier Giuseppe Murgia et Claude Brulé
- 1997 : Inquietudine (it) de Gianni Siragusa (it)